# Cementos Progreso
Cementos Progreso, S.A. es una empresa guatemalteca que se especializa en la producción y comercialización de cemento, concreto, cal y soluciones integrales para la industria de la construcción. Es la marca insignia de Progreso, un grupo con unidades de negocio en los sectores de Construcción, Energía, y Desarrollo Inmobiliario. La compañía tiene operaciones en Guatemala, Belice, El Salvador, Honduras, Costa Rica, Panamá, Colombia y República Dominicana además porta a toda América Latina y el Caribe.

## Historia
Fue fundada en 1899 en la finca «La Pedrera», actualmente zona 6 de la Ciudad de Guatemala, por Carlos Federico Novella Klée. En sus inicios la empresa se llamaba Carlos F. Novella y Cia. y fue una de las primeras fábricas de cemento en América Latina. Originalmente, «La Pedrera» era un punto en las afueras de la Ciudad de Guatemala en donde se extraía piedra para las construcciones del gobierno del licenciado Manuel Estrada Cabrera —quien gobernó Guatemala de 1898 a 1920— y para todos los aduladores de su gestión que tenían permiso para tomarla; la piedra era extraída manualmente por presos que eran llevados desde la Penitenciaría Central de Guatemala. En aquel tiempo, la incursión de esta industria fue innovadora ya que el cemento no era un material utilizado en la construcción guatemalteca. Desde sus inicios gozó de exenciones de impuestos y de importación concedidas por el gobierno de Manuel Estrada Cabrera, por medio del decreto 748 del 31 de julio de 1918, la empresa renuncia de una concesión otorgada a la “Novella Cement Company”, esto debido a que desde sus fundación hasta la fecha del acuerdo, no pagaba impuestos de importaciòn de maquinaria "por traer el progreso al paìs".  
A una década de su fundación, la demanda del cemento en Guatemala crecía escasamente y fue hasta después del terremoto de 1917-18 cuando se empezó a evidenciar que las edificaciones construidas con concreto soportaron exitosamente el fenómeno natural. A raíz de este acontecimiento la demanda de cemento aumentó.  
Luego del crecimiento demográfico nacional, en 1974 se inauguró la segunda planta de cemento en Sanarate, El Progreso. Actualmente esta es conocida como Planta «San Miguel», nombre que recibe por la finca en donde está ubicada. La construcción de una segunda línea de producción se realizó en 1979 y una tercera línea en 1998, con el fin de abastecer a todo el mercado nacional.
En 2013 Cementos Progreso inició la construcción de su tercera planta de cemento en San Juan Sacatepéquez, la cual llevará por nombre Planta «San Gabriel». Desde el inicio de sus operaciones las comunidades Kaqchikeles (etnia) han denunciado problemas ambientales, amenazas a los líderes comunitarios y conflictividad social.
En 2013 Cementos Progreso se sometió a una exhaustiva evaluación para contar con una Calificación de Riesgo. En esta ocasión la calificadora de riesgo Standard Poors emitió la calificación BB y la calificadora Fitch Ratings emitió la calificación BB+. A raíz de esta evaluación, Cementos Progreso pudo emitir bonos para inversionistas extranjeros.
En 2019, Cementos Progreso inauguró su instalación más reciente, denominada San Gabriel. También en 2019 Cementos Progreso se convirtió en miembro de la Global Cement and Concrete Association (GCCA).
En 2021 Cementos Progreso inaugura en Belice una planta dedicada a la producción y comercialización de cemento.
En 2021 inicia labores Cementos Progreso Colombia S.A.S. dedicada a la comercialización de cemento en el mercado colombiano.
En 2021, se informó que Cementos Progreso invirtió $1.6 millones en las comunidades locales y más del 49% de los puestos de trabajo en sus plantas fueron ocupados por colaboradores locales, según se detalla en su informe de sostenibilidad de dicho año. El informe está sujeto a los estándares de la Global Reporting Initiative (GRI). También se informó que la producción de cemento en 2021 aumentó un 24%, alcanzando una participación de mercado de 15,2% en Panamá y 51% en Belice. Su cemento tenía un factor Clinker de 67,1% en ese momento.
También en 2021, la World Compliance Association (WCA) Capítulo Guatemala, certificó a Progreso labor conforme a la norma ISO 37001:2016 de Sistemas de Gestión Antisoborno.
En marzo de 2022, se concretó con Cemex la venta de sus operaciones en Costa Rica y El Salvador a Cementos Progreso de Guatemala por $335 millones de dólares (USD).
En septiembre de 2022, Cementos Progreso instaló en Guatemala la primera impresora de construcción 3D marca COBOD de la región.
En agosto de 2024 Cementos Progreso Adquiere La Filial De Cemex En República Dominicana Y A Finales De Enero Del 2025 Asumió Las Operaciones De Cemex Dominicana Hoy Cementos Progreso República Dominicana

## Pacto Mundial
En 2011 Cementos Progreso se convirtió en la primera empresa guatemalteca en adherirse al Pacto Mundial de las Naciones Unidas. Esta es una iniciativa a través de la cual la Organización de Naciones Unidas convoca a las empresas del mundo a trabajar de manera conjunta para lograr un objetivo común: una economía mundial más sostenible e incluyente.
La fórmula convenida puede resumirse en dos niveles: a) el compromiso voluntario que adquieren todas las empresas y organizaciones adheridas de cumplir y promover los 10 Principios universalmente aceptados y b) contribuir, en alianza con múltiples actores, a alcanzar los Objetivos del Milenio (ODM), que es la forma en que se miden los resultados de desarrollo de esa intervención conjunta.

## Enfoque ambiental

### Reforestación
Desde 1985, Cementos Progreso cuenta con un programa de reforestación llamado Agrobosques, el cual se especializa en temas forestales y ambientales. Este produce 2.2 millones de árboles anuales, de los cuales la gran mayoría son destinados como donaciones para reforestar diversas áreas en el país.

### Biodiversidad
En las fincas donde se encuentran instaladas las plantas de Cementos Progreso viven diversas especies de fauna y flora, algunas se encuentran en peligro de extinción siempre las cortan o matan los animales al estorbar,porque los turistas llegan a ver los animales  perturban sus trabajos. Ciertas de estas especies son endémicas de Guatemala, lo que significa que no existen en ningún otro lugar del mundo. Tal es el caso de la Heloderma charlesbogerti. Actualmente en la finca San Miguel se han identificado más de 130 especies de macrofauna y más de 300 especies florísticas.

## Enfoque social

### Fundación Carlos F. Novella
La Fundación Carlos F. Novella es una organización sin ánimo de lucro, creada en 1986, con el propósito de promover el mejoramiento de la calidad de vida de las personas de las comunidades cercanas donde Cementos Progreso opera, principalmente a través de la educación y el desarrollo comunitario.
Nació con una aportación inicial de los nietos de Carlos F. Novella, fundador de Cementos Progreso, como una iniciativa que buscaba preservar el espíritu pionero, altruista y visionario de su ancestro, plasmado no solo en el campo empresarial, sino en su proyección social y su compromiso con Guatemala.

### Museo Carlos F. Novella
El museo lleva el nombre del fundador de la empresa, Carlos F. Novella y fue inaugurado el 18 de marzo de 1999, como parte de las actividades conmemorativas del centenario de Cementos Progreso.
El Museo Carlos F. Novella es una institución privada que registra, conserva, promueve y difunde el patrimonio industrial de Cementos Progreso.

### Colegio Enrique Novella Alvarado –ENA–
Fue inaugurado en 1977 como una escuela que atendía a 44 alumnos de la aldea El Sinaca, Sanarate, El Progreso. En 1999 pasó a convertirse en un colegio privado que educa a hijos de colaboradores de Cementos Progreso y vecinos de las comunidades de Sanarate y San Antonio La Paz. Actualmente atiende a más de 400 estudiantes y cuenta con biblioteca privada, laboratorios de ciencia y cómputo y actividades extracurriculares.
En 2015 fue reconocido por una revista nacional como uno de los mejores colegios del país.

### Centro educativo Estuardo Novella Camacho –CENCA–
Fue fundado en febrero de 2009 para que las personas de las comunidades cercanas al proyecto de la nueva Planta San Gabriel en San Juan Sacatepéquez puedan continuar su educación o capacitarse en áreas técnicas y productivas.

### Estadio Cementos Progreso
El Estadio Cementos Progreso es un escenario multiusos, localizado en la Ciudad de Guatemala. El estadio fue inaugurado el 11 de noviembre de 1991 en un partido de fútbol entre el CSD Municipal y la selección de fútbol de Costa Rica, con el propósito de continuar incentivando el desarrollo del deporte en los guatemaltecos.
Tiene capacidad para 14 022 espectadores sentados y 32 002 utilizando gramilla. También posee instalaciones para servicios deportivos y para el público. Su cancha de fútbol cumple con las medidas reglamentarias de la FIFA para realizar juegos internacionales.

### Project Concern International
Se firmó un acuerdo de colaboración entre Project Concern International - Global Communities Partner (PCI-GC) y Progreso. Progreso y el Gobierno de los Estados Unidos junto con sus socios de PCI-GC trabajan en conjunto soluciones humanitarias a los guatemaltecos afectados por la depresión tropical ETA en el departamento de Huehuetenango. También implementan soluciones de vivienda, agua potable y mejoran las condiciones de salud ambiental.

### PISOS S3
En julio de 2021, la Federación Interamericana del Cemento -FICEM-, el Instituto del Cemento y del Concreto de Guatemala -ICCG-, Cementos Progreso, la Red Global de Empresarios Indígenas -REI- y Hábitat para la Humanidad Guatemala -HPHG- firmaron el Acuerdo Internacional de Entendimiento para la ejecución del programa PISOS S3 Guatemala. La iniciativa PISOS S3 tiene como objetivo reemplazar los pisos de tierra por pisos de concreto para los países de América Latina y el Caribe, creando viviendas más saludables, seguras y sostenibles (S3).

## Reconocimientos
Desde el 2009 Cementos Progreso ha recibido el reconocimiento como un gran lugar para trabajar en Centroamérica y El Caribe por el Great Place to Work Institute. En 2022, Progreso (Cementos Progreso) fue reconocido por 12 años consecutivos por “Great
Place To Work” como uno de los mejores lugares para trabajar del país y la región.
En 2015 obtuvo el tercer lugar en la clasificación de empresas con más de 1000 colaboradores de Centroamérica y la cuarta posición a nivel país.
A su vez por segundo año consecutivo, el Ethisphere Institute, centro independiente de investigación que promueve el liderazgo y su ejecución en temas relacionados con ética y cumplimiento corporativo, reconoció a Cementos Progreso, dentro de 132 compañías de 21 países, como una de las empresas más éticas a nivel mundial.
En 2021, el British Safety Council otorgó el "International Safety Award" a Cementos Progreso.